# أفيرميس
أفيرميس، هي بلدة تقع في مقاطعة ألير في أوفيرني-رون ألب منطقة في وسط فرنسا. يُعرف سكان البلدة بـ أسم أفيرمويس أو أفيرمويسيس.
حصلت البلدة على زهرتين من قبل المجلس الوطني للمدن والقرى في بلوم في مسابقة المدن والقرى التي أٌقيمت في بلوم .

## الجغرافية
تقع أفيرميس ( Avermes ) في الشمال الشرقي من ألير ( Allier ) في كولونيا بوربونيز المنطقة الطبيعية شمال غرب مولين . يتم الوصول إلى البلدة عن طريق الطريق الوطني N7 الذي يأتي من فيلنوف سورألير في الشمال ويمر عبر قلب البلدة، مع مخرج شمال المدينة مباشرةً، ويستمر في الجنوب الشرقي، متجاوزًا مولين، إلى بيسي سورألير في الجنوب. ينتقل D707 من مخرج N7 في البلدة جنوبًا عبر المنطقة الحضرية بالمدينة وصولًا إلى مولين . يتم الوصول إلى وسط المدينة بواسطة D283 الذي يمر عبر المركز من D707. تشكل D979A الحدود الشرقية للبلدة حيث تنتقل من مولين شمال شرق إلى سان إيناموند . فروع D29 من D979A إلى الجنوب مباشرة من البلدة وتمر عبر شرق البلدية شمالًا للانضمام إلى D133 شرق أوروير . يربط D29D بين D979A و D29 في شرق البلدة. بصرف النظر عن المدينة، توجد مقاطعات وقرى صغيرة في شافان ولس جروتييه ورافارد و لس جرافيت ولس بلانت ولس بيتيت روشيه وليتان تشاتو . تنتشر المنطقة الحضرية في البلدة على طول D707 وعلى طول الضفة الشرقية للنهر. شرق البلدة أرض زراعية.
يتدفق نهر أليرعلى طول الحدود الغربية للبلدة وعبر جزء من غرب البلدة حيث يتدفق شمالًا لينضم إلى لوار شرق كافي. يرتفع تيار غير مسمى في شرق البلدة ويتدفق جنوب غرب للانضمام إلى ألير . يوجد أيضًا العديد من البرك في البلدة.

## التاريخ
تم ذكر أفيرميس لأول مرة في القرن الثامن.

### شعارات النبالة
قالب:Blazon-arms
رتبه:
ثلاثة شعارات ارجنتينيه

## الإدارة
قائمة الروؤساء المتعاقبين 
| من   | إلى  | ألاسم               | حزب | منصب |
| ---- | ---- | ------------------- | --- | ---- |
| 1792 | 1793 | جين مايكيل          |     |      |
| 1793 | 1795 | أنتوني دو بروك      |     |      |
| 1795 | 1804 | جوزيف بيرويل        |     |      |
| 1804 | 1807 | بيير ميرل           |     |      |
| 1807 | 1815 | لويس دو بروك        |     |      |
| 1815 | 1815 | جان بابتيسى لوران   |     |      |
| 1815 | 1817 | لويس دو بروك        |     |      |
| 1817 | 1830 | أنتوني دروشور       |     |      |
| 1830 | 1830 | بيتيتفيل            |     |      |
| 1830 | 1848 | جان بابتيسى ديجرينج |     |      |
| 1848 | 1856 | أدولف بيرول         |     |      |
| 1856 | 1883 | توسان بوشار         |     |      |
| 1883 | 1912 | بيير ديلفو          |     |      |
| 1912 | 1919 | جوليت               |     |      |
| 1919 | 1935 | كلود موراند         |     |      |

رؤساء البلديات من عام 1935
| من عند | إلى  | اسم             | حفل | موضع |
| ------ | ---- | --------------- | --- | ---- |
| 1935   | 1944 | انطوان بيدج     |     |      |
| 1944   | 1947 | اومونييه        |     |      |
| 1948   | 1974 | فرانسوا ريفيريت |     |      |
| 1974   | 1977 | جاك دي فريمونت  |     |      |
| 1977   | 1985 | كلود ورمسير     |     |      |
| 1985   | 2002 | رينيه شاريت     |     |      |
| 2002   | تيار | آلان دنيزوت     |     |      |

(ليست كل البيانات معروفة)

## الاقتصاد

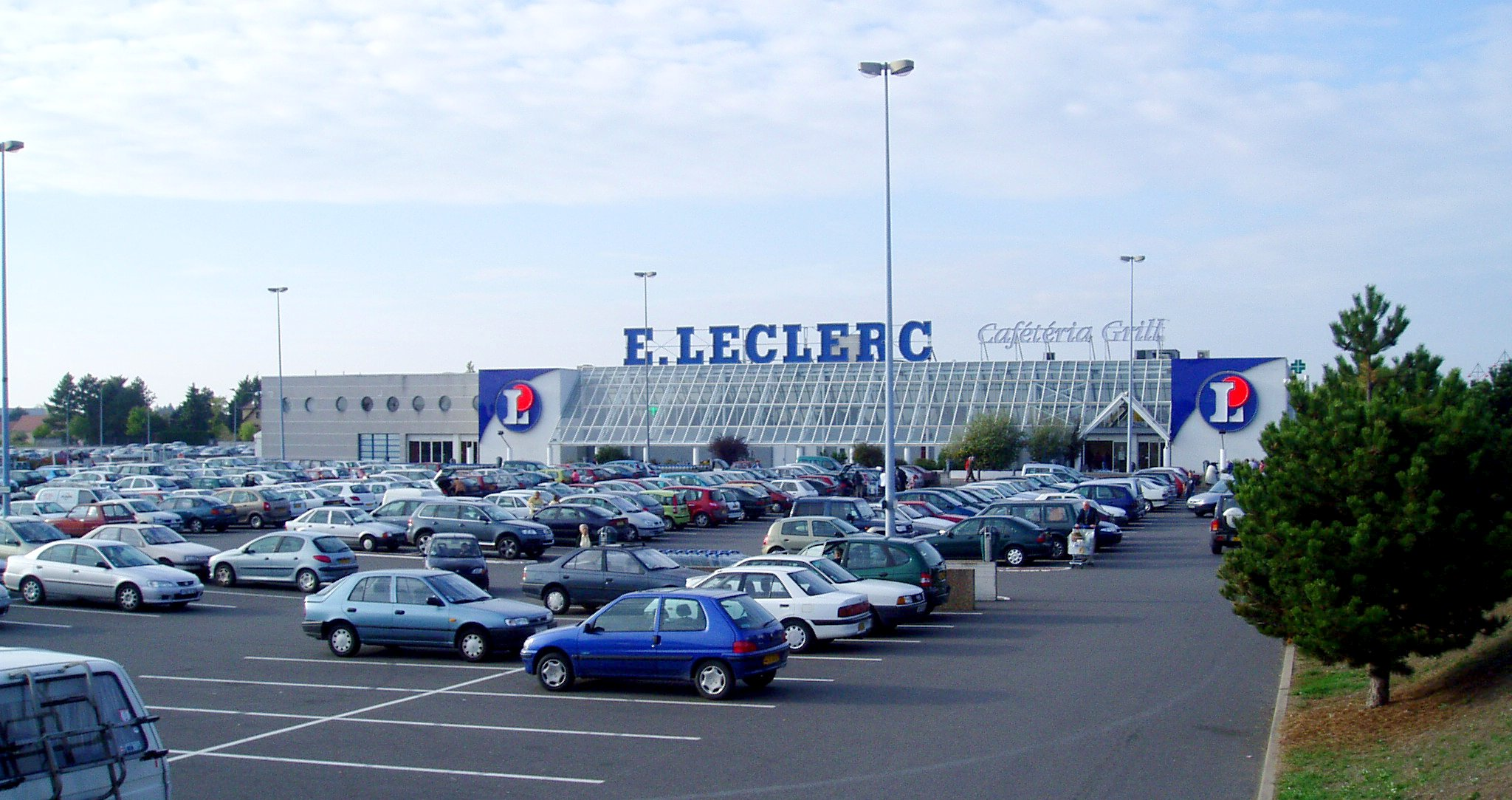
مركز ليكرليك

هذه هي ضاحية الرئيسية لـ مولين لكل من الترفيه والأنشطة الصناعية مع مدينة المعارض (مولين فويراكسبو)، وقاعة متعددة الأغراض الثقافية (ايسلي)، واثنين من المصانع المعدنية: JPM السابق تشوفات لديها حوالي 400 شخص، والرافعات بوتين التي توظف حوالي 250 شخصا. هذان هما أكبر أرباب عمل في البلدية مع ITM (مستودع إينيمارش اللوجستي يضم 200 موظف) ، ومركز ليكليرك (توزيع يضم 200 موظف) ، و ديسمايز (أجهزة مع 110 موظفًا) ، و تشابير (متجر DIY - 50 موظفًا).

## الثقافة والتراث

### التراث المدني
البلدة لها مبنى واحد تم تسجيله كنصب تاريخي:
- قلعة سيكانج { القرن الخامس عشر }

مواقع أخرى ذات أهمية
يعود تاريخ منزل شامبفيو إلى القرنين السابع عشر والثامن عشر مع المباني الكبيرة للمدرسة القديمة والكنيسة الكبيرة التي بٌنيت في محيطه عام 1925 (طريق باريس).

### التراث الديني

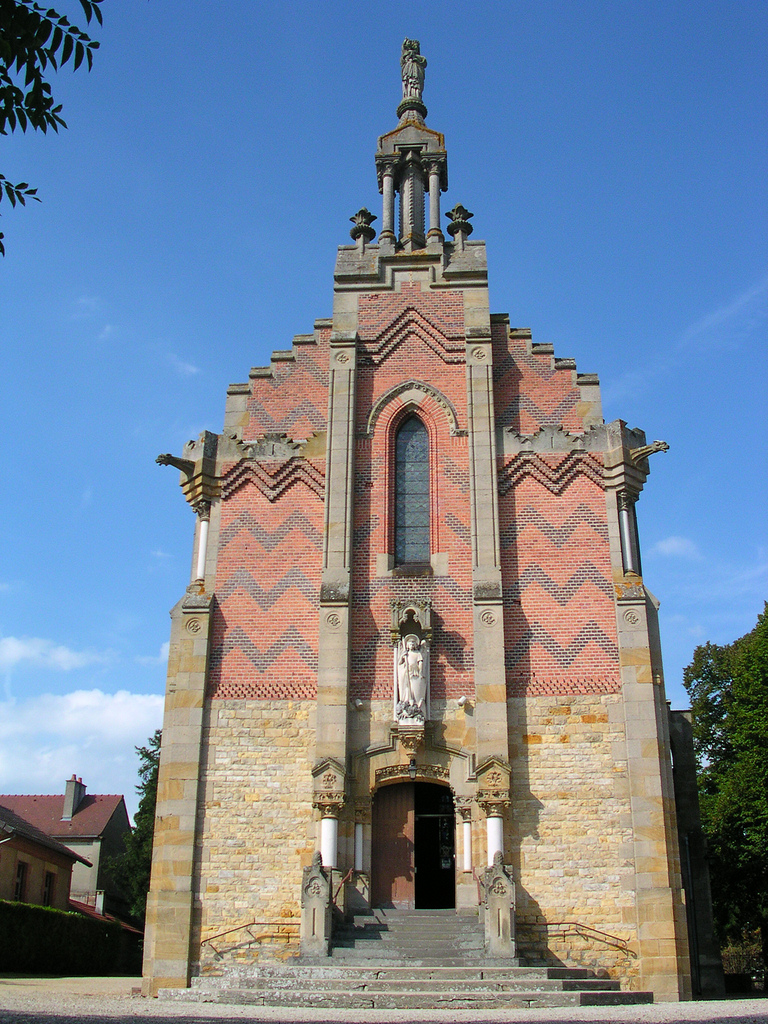
كنيسة القديس ميشيل

البلدة لديها مبنى ديني واحد تم تسجيله كنصب تاريخي:
- كنيسة سانت ميشيل أو نوتردام دي لا ساليت (1871). الكنيسة مبنية من الآجر ثنائي اللون، الرمادي والرمادي الفاتح (حجر فولفيك).

## روابط خارجية
- موقع مجتمع تكتل مولان الرسمي باللغة الفرنسية
- أفيرميس على Lion 1906
- أفيرميس على خريطة كاسيني عام 1750